# العلاقات التشيكية الصومالية
العلاقات التشيكية الصومالية هي العلاقات الثنائية التي تجمع بين التشيك والصومال.

## مقارنة بين البلدين
هذه مقارنة عامة ومرجعية للدولتين:
| وجه المقارنة                                              | التشيك                                                                            | الصومال                        |
| --------------------------------------------------------- | --------------------------------------------------------------------------------- | ------------------------------ |
| المساحة (كم2)                                             | 78.87 ألف                                                                         | 637.66 ألف                     |
| عدد السكان (نسمة)                                         | 10.52 مليون                                                                       | 14.74 مليون                    |
| الكثافة السكانية (ن./كم²)                                 | 133.38                                                                            | 23.12                          |
| العاصمة                                                   | براغ                                                                              | مقديشو                         |
| اللغة الرسمية                                             | اللغة التشيكية                                                                    | اللغة الصومالية، اللغة العربية |
| العملة                                                    | كرونة تشيكية، كرونة تشيكوسلوفاكية                                                 | شلن صومالي                     |
| الناتج المحلي الإجمالي (بليون دولار)                      | 215.73 مليار                                                                      | 7.37 مليار                     |
| الناتج المحلي الإجمالي (تعادل القوة الشرائية) بليون دولار | 356.15 مليار                                                                      |                                |
| الناتج المحلي الإجمالي الاسمي للفرد دولار أمريكي          | 17.55 ألف                                                                         | 549                            |
| الناتج المحلي الإجمالي للفرد دولار أمريكي                 | 31.19 ألف                                                                         |                                |
| مؤشر التنمية البشرية                                      | 0.878                                                                             |                                |
| رمز المكالمات الدولي                                      | +420                                                                              | +252                           |
| رمز الإنترنت                                              | .cz                                                                               | .so                            |
| المنطقة الزمنية                                           | ت ع م+01:00، ت ع م+02:00، توقيت وسط أوروبا، توقيت وسط أوروبا الصيفي، أوروبا/براغ ‏ | ت ع م+03:00                    |

## منظمات دولية مشتركة
يشترك البلدان في عضوية مجموعة من المنظمات الدولية، منها:
| علم المنظمة | اسم المنظمة                               | تاريخ انضمام التشيك | تاريخ انضمام الصومال |
| ----------- | ----------------------------------------- | ------------------- | -------------------- |
|             | مؤسسة التنمية الدولية                     | 1993                | 31 أغسطس 1962        |
|             | مؤسسة التمويل الدولية                     | 1993                | 31 أغسطس 1962        |
|             | منظمة حظر الأسلحة الكيميائية              | ?                   | ?                    |
|             | الأمم المتحدة                             | 19 يناير 1993       | 20 سبتمبر 1960       |
|             | الاتحاد الدولي للاتصالات                  | 1993                | 28 سبتمبر 1962       |
|             | منظمة الشرطة الجنائية الدولية             | ?                   | ?                    |
|             | البنك الدولي للإنشاء والتعمير             | 1993                | 31 أغسطس 1962        |
|             | الاتحاد البريدي العالمي                   | ?                   | ?                    |
|             | المركز الدولي لتسوية المنازعات الاستشارية | 22 أبريل 1993       | 30 مارس 1968         |
|             | يونسكو                                    | 22 فبراير 1993      | 15 نوفمبر 1960       |
|             | الفريق المعني برصد الأرض                  | ?                   | ?                    |

## وصلات خارجية
- موقع وزارة الخارجية التشيكية
- موقع وزارة الخارجية الصومالية